# 穀神星的亮點

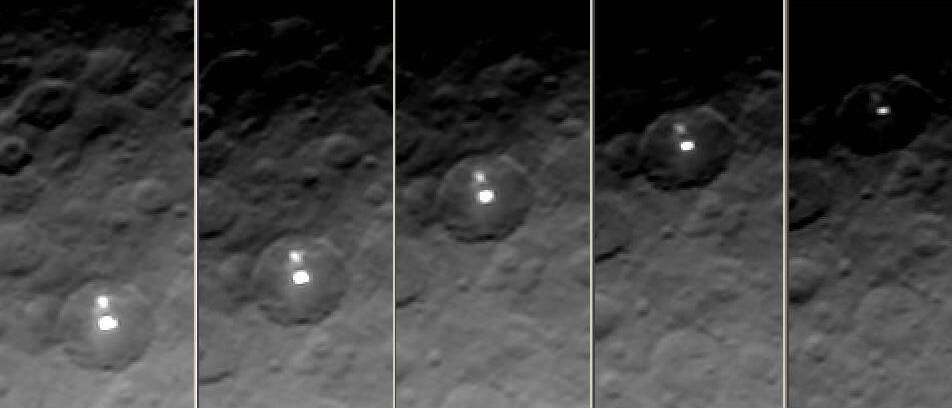
消失在黑暗中的斑點。

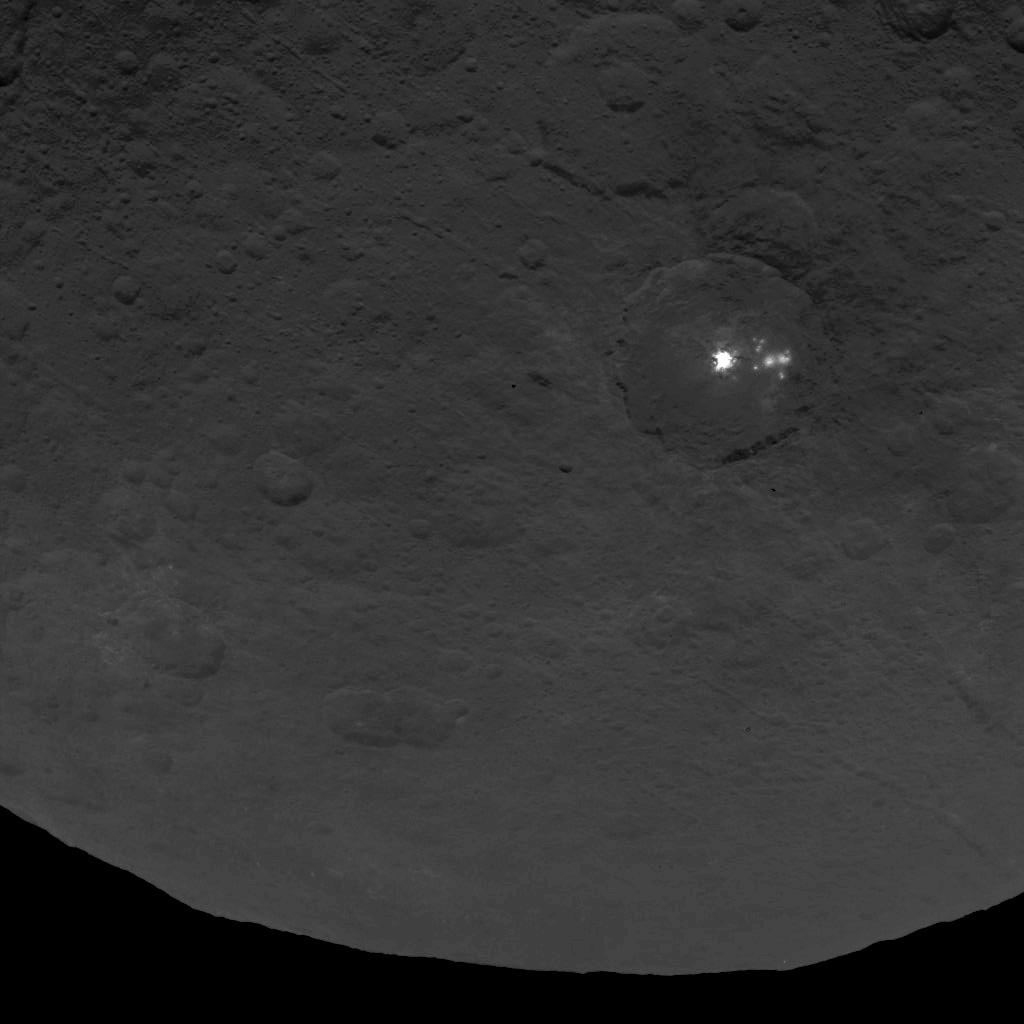
在歐卡托坑黑暗的表面呈現出多個亮點。

在2015年飛到穀神星的曙光號在這顆矮行星的表面發現了幾個明亮的特徵（也稱為光斑）。 
最亮的群集稱為"亮點 5"，位於80-（50-英里）的歐卡托撞擊坑。群集最大和最亮的元件位於火山口的中心，較暗的斑點靠近坑的東部邊緣。當早期，曙光號在軌道的階段時，這些高反照率的斑點被推測是某種釋氣，NASA在稍後推斷這些明亮的區域是返回的高反射性物質，並且建議可能是冰和鹽類。這些明亮的特徵反照率大約為40%，比穀神星表面的平均亮了4倍。

## 亮點 5
最亮的群集（"亮點 5"），位於直徑80-（50-英里）的歐卡托坑，它的座標位置是緯度19.86° N；經度238.85 E。
斯威本大學的阿倫·杜菲（Alan Duffy）建議是"隕石撞擊或搖撼覆蓋的材料，使底下的冰或鹽水被加熱，因此鹽水形成間歇噴泉。現在，水分逃逸進入太空，只有鹽份留了下來"。一層薄霧大約填滿了歐卡托撞擊坑的一半，但是沒有擴展至它的邊緣，定期出現環繞著亮點 5，最著名的亮點；這更加證實了是某種釋氣或出現火山活動的想法。
曙光號的影像導致媒體，包括天文雜誌和科學雜誌的廣泛報導，包括這些亮點新的來源。NASA在5月份進行非正式的民意調查，提供這些斑點性質的一些想法：冰、火山、間歇泉、鹽類礦床、岩石或其它。
小行星專家，A. Rivkin，在天空與望遠鏡雜誌的一篇文章中指出，在低角度可以看見陰霾在火山口中，而不是在外面，可以推測這可能是由冰昇華的蒸汽，或許可以和亮點聯結在一起。
2015年9月對反照率的研究表明斑點可能是鹽而不是冰，這意味著在某種程度上，穀神星的內部會像表面提供新鮮的鹽。

## 亮點 1
亮點1位於哈烏垃尼撞擊坑中。與亮點5不同，此撞擊坑的亮點延伸到了撞擊坑的外圍。

## 亮點 2
亮點2是位於坦都撞擊坑的一系列亮點。

## 觀測計畫
曙光號計畫在2015年12月初進入距離375 km（233 mi）的軌道環繞穀神星。這種低高度的映射軌道（LAMO，low-altitude mapping orbit）旨在讓曙光號的伽瑪射線和中子探測器進行三個月的探測和重力調查，以測量表面和附近的化學成分。

## 圖集
| 穀神星 – 矮行星 |
| --- |
| 在可見光和紅外線下的穀神星上的亮點： "亮點 1" （上排）（比周圍冷）； "亮點 5" （下排）（溫度與周圍相似）（2015年4月）。 |

## 外部連結
- Dawn mission home page （页面存档备份，存于） at JPL
- Ceres Photo Journal at NASA's JPL （页面存档备份，存于）

Template:Dwarf planets